# Женская сборная Сербии по регби-7
Женская сборная Сербии по регби-7 (серб. Женска рагби 7 репрезентација Србије) — национальная сборная команда Сербии, представляющая страну в международных соревнованиях по регби-7 среди женщин. Управляется Регбийным союзом Сербии.
В 2024 году сборная примет участие в очередном розыгрыше Конференции 1 чемпионата Европы в Белграде (с 7 по 8 июня).

## Состав
Заявка сборной Сербии на матчи дивизиона B чемпионата Европы 2015 года в Загребе — отборочного турнира к Олимпиаде в Рио:
- Исидора Савкович (серб. Isidora Savković)  — ЖРК Белград (серб. ŽRK Beograd)
- Йованка Миланко (серб. Jovana Milanko) — ЖРК Белград (серб. ŽRK Beograd)
- Снежана Попадич (серб. Snežana Popadić) — ЖРК Белград (серб. ŽRK Beograd)
- Елена Старчевич (серб. Jelena Starčevic) — ЖРК Белград (серб. ŽRK Beograd)
- Зора Белич (серб. Zora Beljić) — ЖРК Белград (серб. ŽRK Beograd)
- Ясна Симович (серб. Jasna Simović) — ЖРК Белград (серб. ŽRK Beograd)
- Мария Томич (серб. Marija Tomić) — ЖРК Белград (серб. ŽRK Beograd)
- Мария Златкович (серб. Marija Zlatković) — КБРК (серб. KBRK)
- Мария Маслакович (серб. Marija Maslaković) — Партизан (серб. Partizan)
- Ивана Срейич (серб. Ivana Srejić) — Партизан (серб. Partizan)
- Саня Ристич (серб. Sanja Ristić) — Партизан (серб. Partizan)
- Мария Стефановска (серб. Marija Stefanovska) — Рад (серб. Rad)

Тренеры — Деян Тасич (серб. Dejan Tasić) и Ненад Матейич (серб. Nenad Matejić).